# شوانوما
شوانوما (به انگلیسی: schwannoma) به نوعی تومور غیر سرطانی گویند.
شوانوما در واقع نئوپلازمی است که از سلول‌های شوان (از غلاف میلین) نورون‌ها منشا می‌گیرد. 
شوانوما شامل نوروفیبروما و نوریلموما (به انگلیسی: neurilemoma) می‌باشد.

## نگارخانه

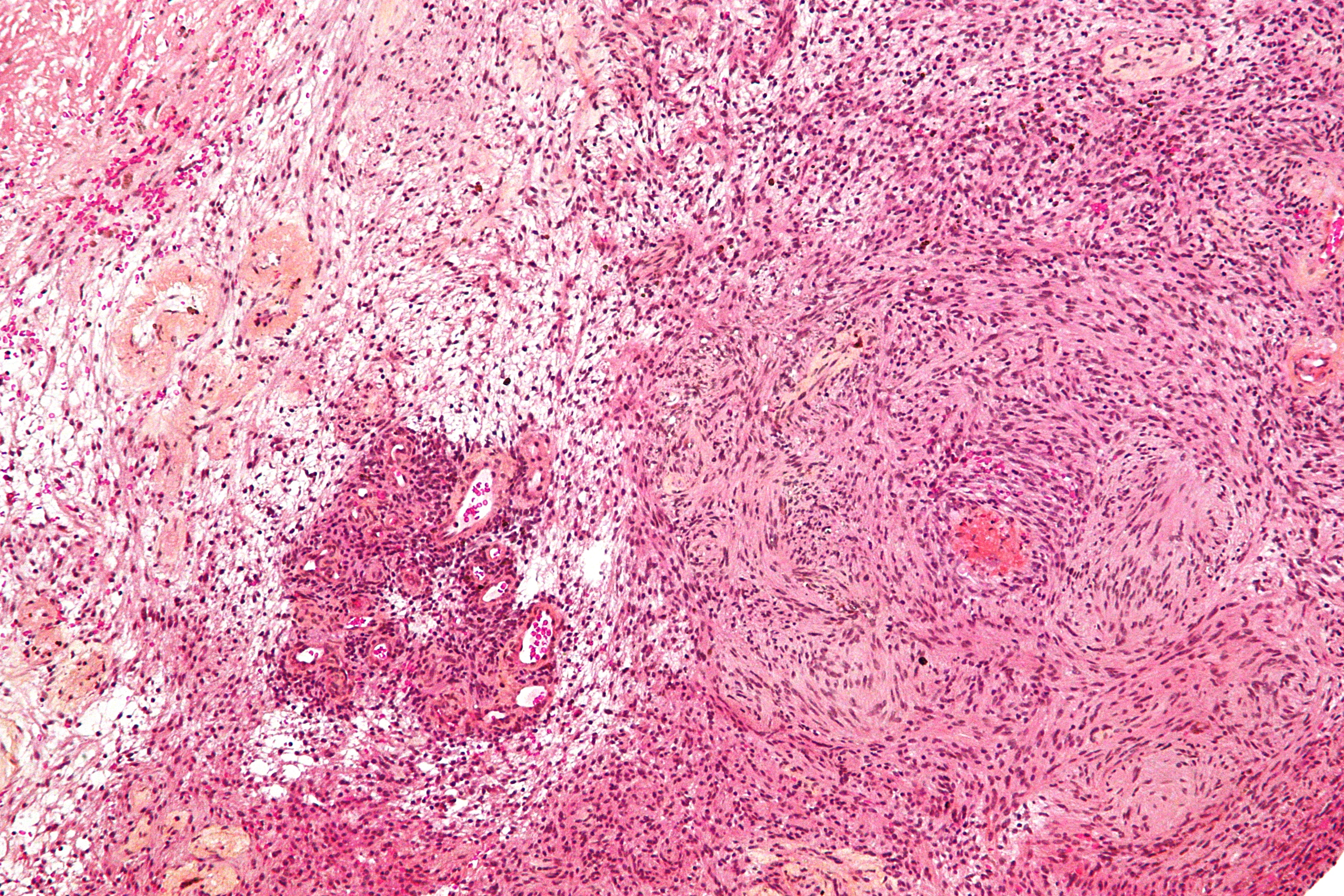
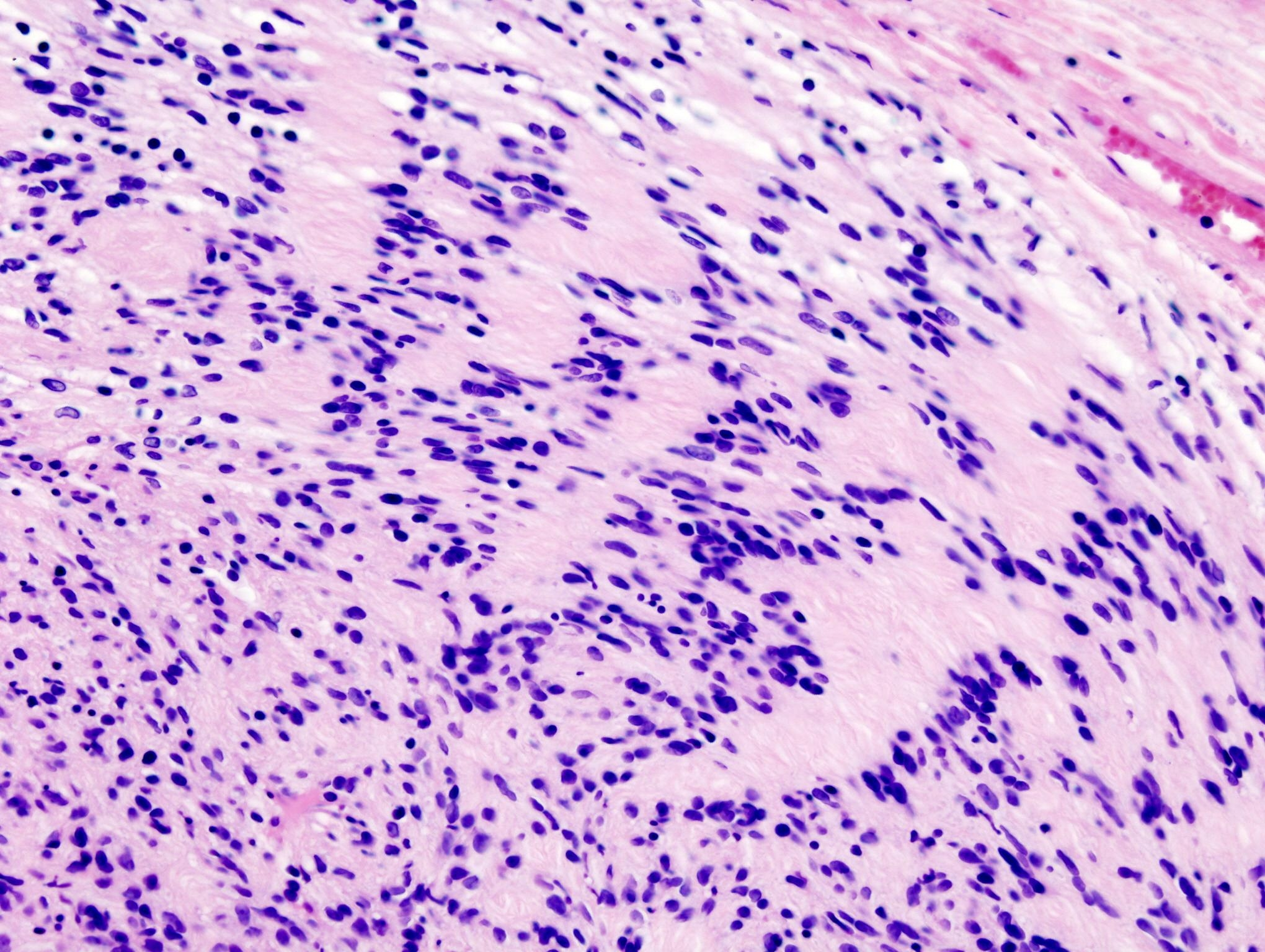
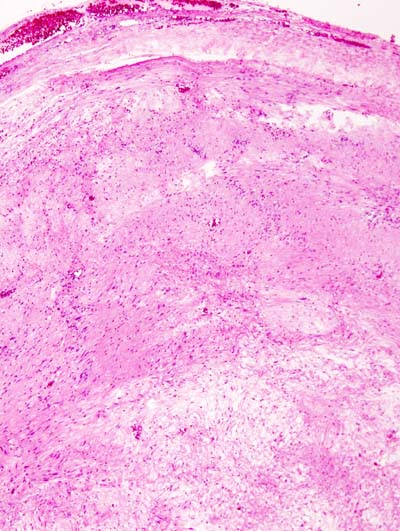
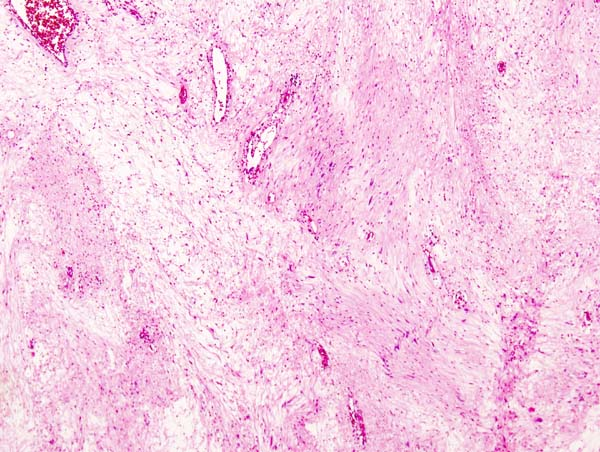
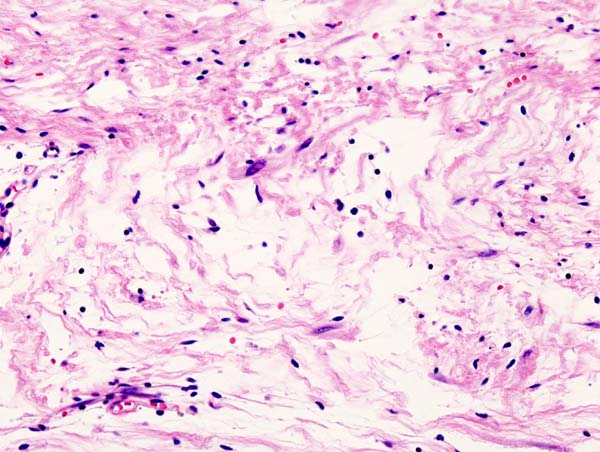
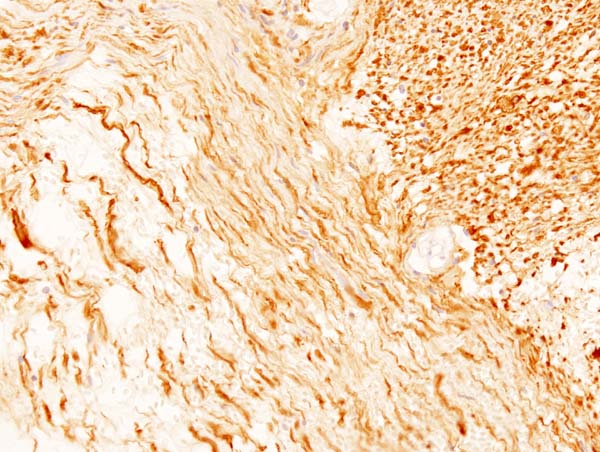